# 609
Évszázadok: 6. század – 7. század – 8. század
Évtizedek: 550-es évek – 560-as évek – 570-es évek – 580-as évek – 590-es évek – 600-as évek – 610-es évek – 620-as évek – 630-as évek – 640-es évek – 650-es évek
Évek: 604 – 605 – 606 – 607 –  608 – 609 – 610 – 611 – 612 – 613 – 614

## Események

### Bizánci Birodalom
- Antiokheiában a lázongó tömeg (állítólag a zsidók, más feltételezések szerint a monofiziták) meggyilkolja II. Anasztasziosz pátriárkát. Phókasz császár Bónosz hadvezért küldi rendet teremteni, aki többek között a zöld kocsiversenyző párt tagjait is megbünteti a zavargásokban való részvételükért.
- Észak-Afrika fellázadt kormányzója, Hérakleiosz unokaöccse, Nikétasz vezetésével sereget küld Egyiptomba, ahol legyőzik a Bónosz vezette császárhű erőket és elfoglalják a tartományt.
- A bizánci–perzsa háborúban a perzsák - kihasználva a bizánci belháborút - tovább nyomulnak előre, elfoglalják Edesszát, Mardint és Thedosziopoliszt.
- Phókasz császár IV. Bonifác pápának adományozza a római Pantheont, aki Szűz Máriának és a mártíroknak szentelt templommá alakítja az épületet.

### Kína
- Befejezik az 1700 km hosszú Nagy-csatornát, amely a Sárga-folyót és a Jangcét is összekötve Pekingtől egészen a dél-kínai Hangcsouig húzódik.
- Népszámlálást tartanak Kínában. Kilencmillió háztartást regisztrálnak, ami nagyjából 50 millió lakosnak felel meg.
- Meghal Jami, a kínai vazallus Keleti Türk Kaganátus vezetője. Utódja fia, Sibi, aki Jang császár engedélyével feleségül veszi apja özvegyét, Ji-cseng hercegnőt (a császár rokonát).

## Születések
- Audoin, Rouen püspöke

## Halálozások
- Zuhajr ibn Abi Szulma, arab költő

## Fordítás
- Ez a szócikk részben vagy egészben  a(z)   609 című angol Wikipédia-szócikk ezen változatának fordításán alapul.  Az eredeti cikk szerkesztőit annak laptörténete sorolja fel. Ez a jelzés csupán a megfogalmazás eredetét és a szerzői jogokat jelzi, nem szolgál a cikkben szereplő információk forrásmegjelöléseként.